# Tiny Titans
Tiny Titans ist eine von Art Baltazar und Franco geschaffene Comicreihe, die ab 2008 von DC Comics publiziert wurde. Die Reihe endete regulär 2012 mit der 50. Ausgabe. In den Jahren 2014 und 2015 gab es noch einmal eine sechsteilige Miniserie. Die Taschenbuchausgabe erschien von Februar 2009 bis März 2015 in acht durchnummerierten Bänden sowie einem neunten Band mit der Miniserie.

## Hintergrund
Die Handlung ist in einer kinderfreundlichen Grundschulumgebung angesiedelt und Protagonisten sind alternative Versionen von Figuren aus dem DC-Universum, vor allem aus der Teen-Titans-Serie. Die Ausgaben bestehen grundsätzlich aus mehreren, in sich abgeschlossenen Einzelgeschichten.

## Auszeichnungen
Beim Eisner Award, einer der wichtigsten US-amerikanischen Auszeichnungen für Comic-Schaffende, wurde der Comic 2009 und 2011 als Best Publication for Kids ausgezeichnet.
Bei den Harvey Awards  für besondere Leistungen im Bereich des Comics gewann die Serie 2011 in der Kategorie Best Original Graphic Publication For Younger Readers.

## Taschenbuch-Ausgaben
| Nummer | Titel                         | Ausgaben                                   | Seiten | ISBN          | Erscheinungsdatum |
| ------ | ----------------------------- | ------------------------------------------ | ------ | ------------- | ----------------- |
| 1      | Welcome to the Treehouse      | Tiny Titans 1-6                            | 144    | 1-40122-078-9 | Februar 2009      |
| 2      | Adventures in Awesomeness     | Tiny Titans #7-12                          | 144    | 1-40122-328-1 | Mai 2009          |
| 3      | Sidekickin' It                | Tiny Titans #13-18                         | 144    | 1-40122-653-1 | Februar 2010      |
| 4      | The First Rule of Pet Club... | Tiny Titans #19-25                         | 160    | 1-40122-892-5 | September 2010    |
| 5      | Field Trippin’                | Tiny Titans #26-32                         | 160    | 1-40123-173-X | Mai 2011          |
| 6      | The Treehouse and Beyond!     | Tiny Titans #33-38                         | 144    | 1-40123-310-4 | Dezember 2011     |
| 7      | Growing Up Tiny!              | Tiny Titans #39-44                         | 128    | 1-40123-525-5 | Juni 2012         |
| 8      | Aw Yeah Titans!               | Tiny Titans #45-50                         | 128    | 1-40123-812-2 | April 2013        |
| (9)    | Return to the Treehouse       | Tiny Titans: Return to the Tree House #1-6 | 128    | 1-40125-492-6 | März 2015         |